# Château de Fervaques
Le château de Fervaques aussi appelé domaine de Fervaques ou château le Kinnor est une demeure située sur les anciennes communes française de Fervaques et Cheffreville-Tonnencourt, dans le département du Calvados, en région Normandie. Construit essentiellement aux XVIe et XVIIe siècles, il a été remanié à plusieurs reprises, notamment les intérieurs au XIXe siècle.
L'édifice est partiellement classé au titre des monuments historiques.

## Localisation
Le château est situé au bord de la Touques sur sa rive gauche, à l'ouest de l'ancienne commune de Fervaques au sein de la commune nouvelle de Livarot-Pays-d'Auge, dans le département français du Calvados. On accède à la poterne du château, au bout d'une grande allée plantée de hauts arbres et le franchissement du fleuve sur un pont dormant.

## Historique
Au Moyen Âge, Fervaques n'est qu'un fief qui relève de la baronnie d'Auquainville. Aux XIIe et XIIIe siècles les terres sont la possession de la famille de Brucourt, et au début du XVe siècle elles sont entre les mains des Hautemer. Au XVIe siècle, Jean de Hautemer épouse Anne de La Baume-Montrevel avec qui il a un fils, né en 1538, Guillaume de Hautemer, plus connu sous le nom de maréchal de Fervaques.
C'est à ce dernier que l'on doit la construction du château actuel à la fin du XVIe siècle et au début du XVIIe. Il est édifié, près du vieux manoir gothique de ses ancêtres dont le logis est en partie conservé, par François Gabriel, maître maçon ancêtre de la lignée des Gabriel. L'élégance de l'ensemble conservé confère au domaine un rôle de « témoignage d'un art de bâtir en Normandie, aux prémices de l'âge classique ». C'est probablement en 1590, qu'Henri IV séjourna au château, lorsqu'il vint assiéger Lisieux, lors de la  8e guerre de Religion.
La fortune de Guillaume de Hautemer, compagnon d'Henri IV, qui devient maréchal de France et duc de Grancey, est due à son mariage[Lequel ?], ses fonctions et aussi du produit de pillages ; elle lui permet de faire appel pour la construction à un architecte déjà réputé, construction menée à bien de 1595 à 1602. François Gabriel a déjà œuvré en particulier au château de Carrouges.
À la mort de Guillaume, en 1613, le château passe à l'une de ses trois filles, Louise de Hautemer issue de son premier mariage avec Renée L'Evesque de Marconay (1558), et échut à la famille de Prie à la suite du mariage de Louise avec Aymar II de Prie, et passa ensuite aux Bullion par le mariage de Charlotte de Prie, fille de Louis de Prie, avec Noël de Bullion, fils de Claude de Bullion, au duc de Montmorency-Laval, Guy-André-Pierre de Montmorency-Laval par son mariage avec Jacqueline Hortense de Bullion de Fervaques.
Il fut acquis bien plus tard, en 1803 sous le Consulat, avec une grande partie des terres, par Delphine de Sabran, veuve du marquis de Custine, sur les conseils de Chateaubriand dont elle était très proche et qui y séjourna plus tard.
Dans la nuit du 19 au 20 septembre 1934, le château est victime d'un cambriolage et 15 000 francs d'argenterie y sont dérobés.

## Description
Il subsiste de l'édifice primitif, près du vaste château de la fin du XVIe et du XVIIIe siècle, une tour carrée, une « porterie » avec pont-levis couronnée de mâchicoulis et un logis de la fin du XVe siècle ou du début du XVIe siècle.
La partie de la construction la plus ancienne possède une alternance de pierres et de briques. Le colombier est daté également de cette phase ancienne même s'il est conservé seulement de manière partielle.
Le bâtiment est composé de deux pavillons et d'un logis, outre l'aile médiévale préservée. Une autre aile abritait la boulangerie destinée aux troupes est perdue. Gabriel s'est inspiré du logis médiéval conservé pour sa bâtisse constituée également de pierres et de briques. L'architecte s'accorde des libertés avec son modèle dans le décor et en particulier les lucarnes.
Le château a été modifié : les meneaux disparaissent au XVIIIe siècle et l'entrée est modifiée, de même la bâtisse a perdu un grand escalier.
Le château médiéval aurait été en communication au moyen d'un souterrain avec le château d'Auquainville.

## Protection
Le château, la poterne, les vestiges du colombier, le pont sur la Touques ainsi que le parc avec ses douves et son système hydraulique, à l'exception des bâtiments modernes sont classés au titre des monuments historiques par arrêté du 2 mai 1995.
Le parc possède des arbres remarquables dont un platane de plus de 500 ans et un hêtre pourpre.

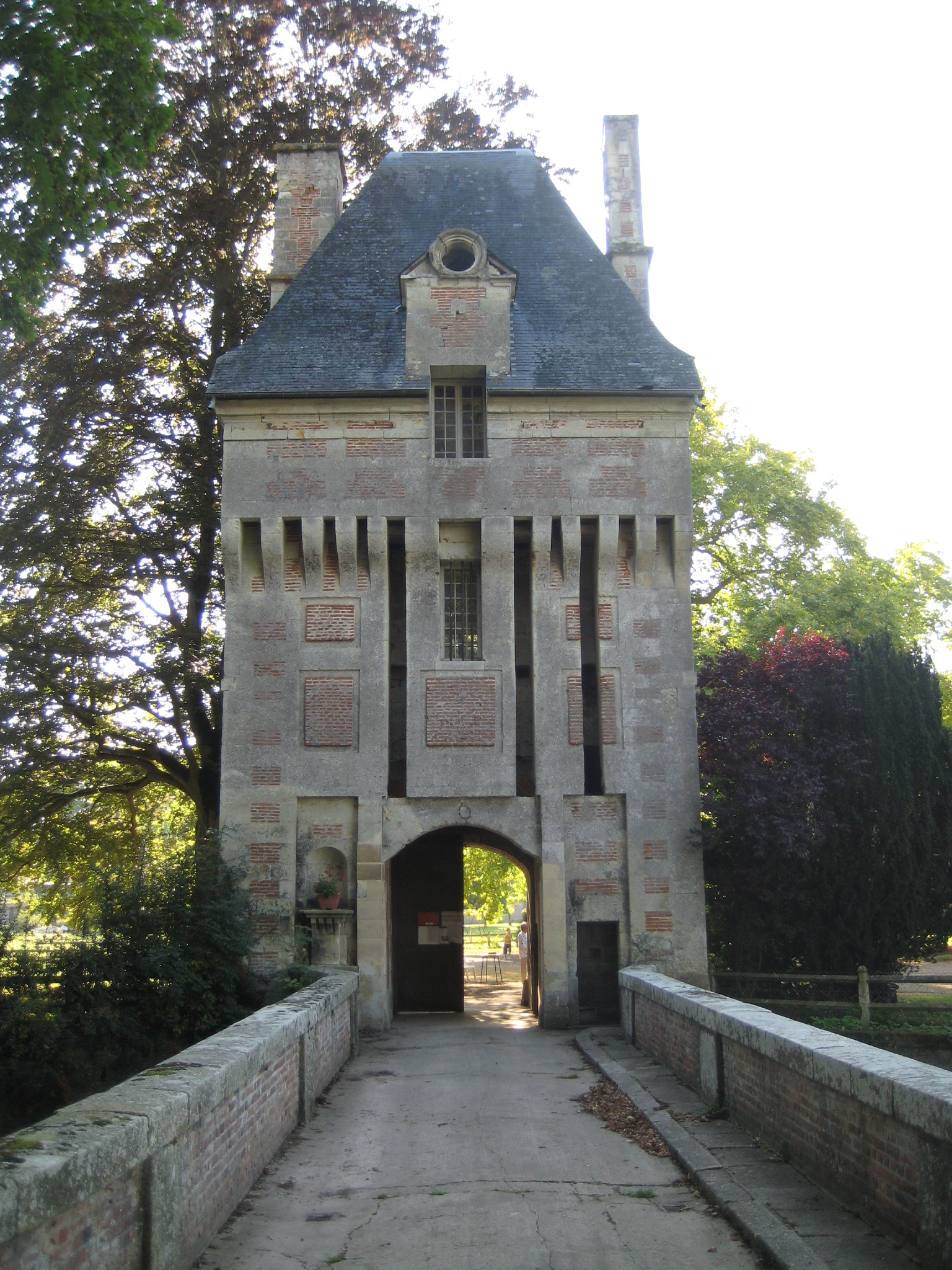
La poterne.
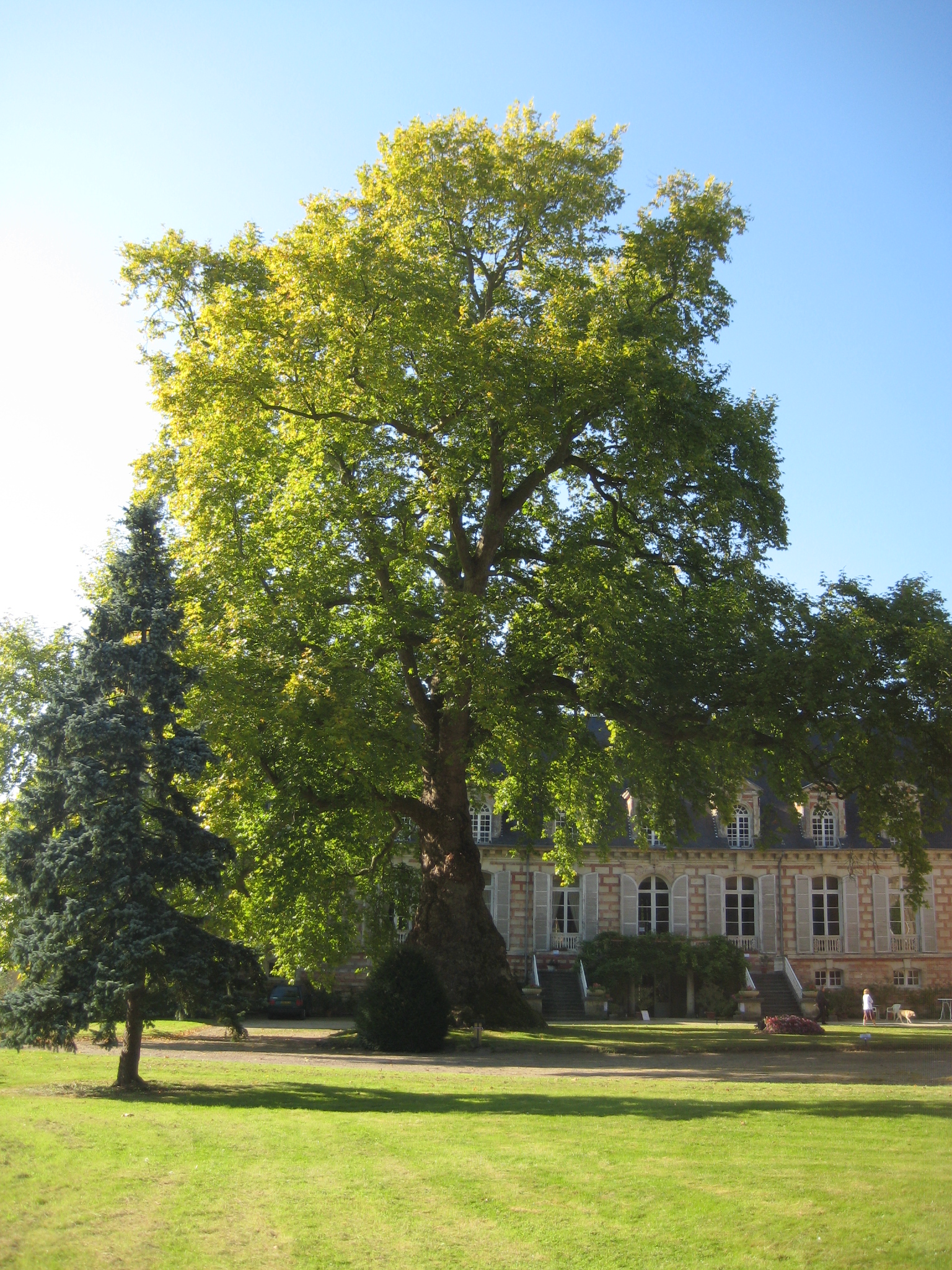
Platane d'Orient du château.